# Fly or Die
A 2004-es Fly or Die a N.E.R.D második nagylemeze. Nagy-Britanniában a top 5-be, Új-Zélandon a top 10-be, Norvégiában, Olaszországban, Írországban és Dániában a top 20-ba, Ausztráliában és Hollandiában pedig a top 40-be került be. Szerepel az 1001 lemez, amit hallanod kell, mielőtt meghalsz című könyvben.

## Az album dalai
|     | Cím                             | Hossz |
| --- | ------------------------------- | ----- |
| 1.  | Don't Worry About It            | 3:41  |
| 2.  | Fly or Die                      | 3:30  |
| 3.  | Jump                            | 3:55  |
| 4.  | Backseat Love                   | 2:48  |
| 5.  | She Wants to Move               | 3:33  |
| 6.  | Breakout                        | 3:47  |
| 7.  | Wonderful Place/Waiting for You | 7:09  |
| 8.  | Drill Sergeant/Preservation     | 6:54  |
| 9.  | Thrasher                        | 2:51  |
| 10. | Maybe                           | 4:22  |
| 11. | The Way She Dances              | 4:05  |
| 12. | Chariot of Fire/Find My Way     | 8:15  |

## Fordítás
Ez a szócikk részben vagy egészben a Fly or Die című angol Wikipédia-szócikk ezen változatának fordításán alapul.  Az eredeti cikk szerkesztőit annak laptörténete sorolja fel. Ez a jelzés csupán a megfogalmazás eredetét és a szerzői jogokat jelzi, nem szolgál a cikkben szereplő információk forrásmegjelöléseként.